# Czarny Las (powiat parczewski)
Czarny Las – osada leśna w Polsce położona w województwie lubelskim, w powiecie parczewskim, w gminie Milanów.
W latach 1975–1998 miejscowość administracyjnie należała do województwa bialskopodlaskiego.